# Theresienwiese (metropolitana di Monaco di Baviera)
Theresienwiese è una stazione della Metropolitana di Monaco di Baviera, che serve le linee U4 e U5. È la stazione che si trova più vicina al sito dove si svolge l'Oktoberfest, a Theresienwiese.
Durante l'Oktoberfest il numero di passeggeri raggiunge quota 21.000 in entrambe le direzioni.
È stata inaugurata il 10 marzo 1984.